# Dance into the Light
Dance into the Light — шестой студийный альбом британского певца и композитора Фила Коллинза. Выпущен 22 октября 1996 года.
Dance into the Light стал первым сольным релизом Фила Коллинза с момента выхода его из состава группы Genesis, которую он окончательно покинул в первой половине 1996 года.
Обложка диска стала первой (и единственной — до выхода его альбома Going Back), на которой не изображено на первом плане крупно лицо Фила Коллинза.
В съёмках клипа на песню «Wear My Hat» принял участие американский актёр Дэнни Де Вито.

## Список композиций
Слова и музыка всех песен Фила Коллинза (кроме тех, которые специально отмечены)
1. «Dance into the Light» — 4:23
2. «That’s What You Said» — 4:22
3. «Lorenzo» (Фил Коллинз, Мишелла Одон) — 5:52
4. «Just Another Story» — 6:24
5. «Love Police» — 4:08
6. «Wear My Hat» — 4:33
7. «It’s in Your Eyes» — 3:01
8. «Oughta Know by Now» — 5:27
9. «Take Me Down» — 3:21
10. «The Same Moon» — 4:13
11. «River So Wide» — 4:55
12. «No Matter Who» — 4:47
13. «The Times They Are a-Changin» (Боб Дилан) — 5:07

## Выпускающий персонал
- Фил Коллинз — продюсер, аранжировка духовых, сведение звукозаписи
- Дэвид Коста (англ. David Costa) — арт-директор
- Дэн Эйнциг (англ. Dan Einzig) — арт-директор
- Гарри Ким (англ. Harry Kim) — аранжировка духовых
- Джеред Манковиц (англ. Gered Mankowitz) — фотограф
- Саймон Осборн (англ. Simon Osborne) — ассистент инженера звукозаписи
- Хью Пэдхам (англ. Hugh Padgham) — продюсер, инженер звукозаписи, сведение звукозаписи